# Ulf Rasmussen (film)
|  | Denne artikel er oprettet af botten Steenthbot ud fra en ekstern database. Den kan derfor have sproglige fejl eller mangler. Denne skabelon kan fjernes efter kontrol af indholdet. |

 For alternative betydninger, se Ulf Rasmussen. (Se også artikler, som begynder med Ulf Rasmussen)
Ulf Rasmussen er en dansk portrætfilm fra 1960 instrueret af Kristian Begtorp.

## Handling
Filmen om billedhugger Ulf Rasmussen (1913-1997) viser hans forskellige arbejder og færden i landskabet omkring bopælen ved Roskilde Fjord. Hans kontakt med naturen danner grundlag for hans mosaikudsmykning til Idrætshøjskolen i Sønderborg.